# Starbound Beast
Starbound Beast è il secondo album studio del gruppo heavy metal statunitense Huntress pubblicato il 28 giugno 2013 dalla Napalm Records.

## Tracce
1. Enter the Exosphere – 1:26
2. Blood Sisters – 4:36
3. I Want to Fuck you to Death – 3:40
4. Destroy Your Life – 4:20
5. Starbound Beast – 5:09
6. Zenith – 3:57
7. Oracle – 4:48
8. Receiver – 4:31
9. Spectra Spectral – 5:12
10. Alpha Tauri – 6:24
11. Running Wild – 2:35

## Formazione
- Jill Janus - voce
- Blake Mehal - chitarra solista
- Ian Alden - chitarra solista
- Eric Harris - basso
- Carl Wierzbicky - batteria

## Classifiche
| Classifica      | Posizione più alta |
| --------------- | ------------------ |
| Top Heatseekers | 12                 |